# Bernardo Pulci
Pour les articles homonymes, voir Pulci.
Bernardo Pulci (né le 8 octobre 1438 à Florence et mort dans cette ville le 9 février 1488) est un poète italien. Ses deux frères, les poètes Luca et Luigi Pulci, s’illustrèrent également à leur époque.

## Biographie
Protégé des Médicis à Florence, Bernardo Pulci se vit confier plusieurs charges officielles, à Florence et à Pise.
Membre de l’Académie des Buccoici, il publia un recueil d’églogues en 1482, en collaboration avec Francesco Arsocchi, Girolamo Benivieni et Iacopo Buoninsegni. Cette publication est considérée comme le premier exemple de poésie pastorale en langue vernaculaire.
Il est également l’auteur de poésies amoureuses, d’une pièce de théâtre religieuse qui raconte l’histoire de Barlaam et Josaphat et d’un poème en tercets sur la vie de la Vierge Marie.

## Sources
- (it) Cet article est partiellement ou en totalité issu de l’article de Wikipédia en italien intitulé « Bernardo Pulci » (voir la liste des auteurs).